# Staphylaea limacina
Staphylaea limacina là một loài ốc biển, là động vật thân mềm chân bụng sống ở biển trong họ Cypraeidae, họ ốc sứ

## Phân bố
Chúng phân bố ở Ấn Độ Dương dọc theo Aldabra, Chagos, the Comoros, Kenya, Madagascar, vùng bể Mascarene, Mauritius, Mozambique, Réunion, Seychelles và Tanzania.